# Pseudomaro
Pseudomaro Denis, 1966 è un genere di ragni appartenente alla famiglia Linyphiidae.

## Distribuzione
L'unica specie oggi nota di questo genere è stata rinvenuta nell'ecozona paleartica.

## Tassonomia
A giugno 2012, si compone di una specie:
- Pseudomaro aenigmaticus Denis, 1966[3] — Paleartico

### Specie trasferite
- Pseudomaro flavescens (O. P.-Cambridge, 1873); trasferita al genere Maro O. P.-Cambridge, 1906[1].

### Sinonimi
- Pseudomaro sanctibenedicti (Brignoli, 1971); questo esemplare, a seguito di un lavoro di Roberts del 1987, è stato riconosciuto sinonimo di Pseudomaro aenigmaticus (Denis, 1966)[1].